# Deryck Guyler
Deryck Guyler (29 de abril de 1914 – 7 de octubre de 1999) fue un actor inglés, conocido sobre todo por sus interpretaciones en sitcoms tales como Please Sir! y Sykes.

## Primeros años
Guyler nació en Wallasey, una ciudad de la Península de Wirral, en el condado de Merseyside (Inglaterra), y se crio en la ciudad de Liverpool, siendo su primera intención dedicarse a la iglesia. Durante la Segunda Guerra Mundial fue llamado a filas y se sumó a la Policía de la Royal Air Force, aunque posteriormente se le declaró inútil para el servicio, por lo que se sumó a la Entertainments National Service Association (ENSA), y después, el 4 de mayo de 1942, a la Compañía de Drama y Repertorio de la BBC en Mánchester.

## Carrera
Tras la guerra, intervino con regularidad en la muy popular serie radiofónica It's That Man Again hasta su cancelación en 1949 tras la muerte de su principal estrella, Tommy Handley. En diciembre de 1947 tomó parte en una representación especial de It's That Man Again para el rey Jorge VI del Reino Unido y la Reina Madre.
Tras la serie, Guyler siguió trabajando en diversos papeles que abarcaban desde el entretenimiento ligero (Children's Hour en la BBC) hasta las obras clásicas (actuó junto a Sir John Gielgud en El rey Lear). En la década de 1950 trabajó en la serie radiofónica de ciencia ficción Journey Into Space. Su éxito continuó en los años sesenta cuando protagonizó el programa de radio satírico The Men from the Ministry, con Richard Murdoch.
Además, guarda un lugar único en la historia del teatro al haber 'actuado' en todas las representaciones de La ratonera desde la noche del estreno el 6 de octubre de 1952 en Nottingham. Daba voz a un boletín de noticias gracias a una grabación que hoy en día todavía se utiliza en el Teatro St Martin. 
En 1964 interpretó al inspector de policía en el film de The Beatles A Hard Day's Night, y en 1965 fue el profesor de arte en la película de Gerry and the Pacemakers "Ferry Cross the Mersey".
Su primer éxito televisivo llegó interpretando a uno de los compañeros de Michael Bentine en el show de la BBC It's a Square World (1960). 
Cuando el humorista y guionista radiofónico Eric Sykes se pasó a la televisión, Guyler consiguió un mayor reconocimiento en la pequeña pantalla. Interpretó al Constable Turnbull en el programa Sykes, que se emitió durante 20 años a partir de 1960. Se sumó al show tras la retirada de Richard Wattis del mismo. Más adelante trabajó en numerosos programas televisivos de entretenimiento, y también fue un habitual del sitcom Please Sir!
Entre sus posteriores interpretaciones para la televisión se incluyen las que hizo para Three Live Wires, That's My Boy – serie protagonizada por Mollie Sugden y Christopher Blake - y Best of Enemies. Así mismo trabajó en el film Carry On Doctor.
En 1975 actuó en el show infantil de la ITV The Laughing Policeman, basado en la canción de Charles Penrose y en el personaje interpretado por Guyler en Sykes.
En 1990 tocó la tabla de lavar en tres temas de un álbum de Shakin' Stevens. Guyler había sido aficionado a dicho instrumento desde su infancia.

## Vida personal
Largo tiempo residente de Norbury, Londres, se retiró a  Brisbane, Queensland (Australia), en 1983, donde vivió hasta su fallecimiento en 1999 por causas naturales. 
Estuvo casado con la actriz Paddy Lennox, con la que tuvo dos hijos, Peter y Christopher. El matrimonio está enterrado en el Mount Thompson Memorial Gardens de Brisbane.
Deryck Guyler fue un conocido aficionado a los juegos de guerra, y fue miembro fundador de la Society of Ancients, un grupo especializado en la antigüedad clásica. Muy activo en sus primeros años, fue elegido su primer presidente en 1966, y posteriormente nombrado presidente honorario vitalicio.